# Diktatorn

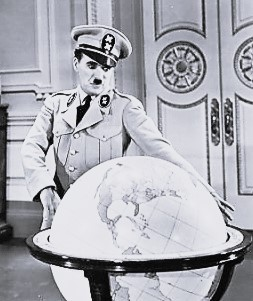
Charlie Chaplin i rollen som Adenoid Hynkel, Tomanias diktator.

Diktatorn (engelska: The Great Dictator) är en amerikansk satirisk dramakomedifilm från 1940 av den brittiska komikern Charlie Chaplin. Filmen är en allegorisk parodi framför allt riktad mot det samtida Nazityskland, lett av Adolf Hitler, och det fascistiska Italien, lett av Benito Mussolini. 
Efter att ha varit den enda filmskaparen i Hollywood som fortsatte att göra stumfilm långt efter ljudfilmens genombrott, var detta Chaplins första verkliga ljudfilm. Vid tidpunkten för filmens premiär var USA ännu formellt inte i krig med Nazityskland. Chaplin spelar filmens bägge huvudroller: en hänsynslös fascistisk diktator och en förföljd judisk frisör.
Diktatorn nominerades till fem Oscars: för bästa film, bästa manliga huvudroll, bästa originalmanus, bästa manliga biroll (Jack Oakie) och bästa filmmusik.

## Handling
En judisk barberare (spelad av Charlie Chaplin) drabbas efter en krigsskada under första världskriget av minnesförlust. Under flera år vårdas han på sjukhus utan att känna till de förändringar som pågår i hans hemland Tomanien (Tyskland). Den galne diktatorn Adenoid Hynkel, ett nidporträtt av Adolf Hitler (också spelad av Chaplin), har tillsammans med sina två kumpaner Garbitsch (av engelska garbage "sopor, skräp"; nidporträtt av Joseph Goebbels; spelad av Henry Daniell) och Herring ("Sill"; en blandning av Heinrich Himmler och Hermann Göring; spelad av Billy Gilbert) tagit över landet. När barberaren återvänder till sin salong har någon spikat igen den och skrivit "Jude" på alla fönster. Sakta men säkert börjar han inse vad som pågår och tillsammans med sin flickvän Hannah (Paulette Goddard) måste han nu kämpa för att överleva i det getto som Hynkel vill rensa bort.

## Om filmen
Diktatorn är skriven, regisserad och producerad av Charlie Chaplin, som hade en avsky för fascism, nazism och antisemitism. Filmen var hans sätt att ge svar på tal och kommentera dessa totalitära ideologier. Filmen gjordes innan USA gick med i andra världskriget och innan man hade en klar bild av hur grova, systematiska och omfattande nazisternas brott var, eller skulle komma att bli. Chaplin förklarade i sina memoarer vid mitten av 1960-talet att om han hade känt till hela sanningen om koncentrationsläger, folkmord med mera då manuset skrevs, så hade han inte känt sig fri att skämta kring nazismen på det sätt han gjorde.
Filmen totalförbjöds i Nazityskland och hade inte premiär i Sverige förrän den 19 november 1945. Enligt en omdiskuterad uppgift såg Hitler själv filmen vid minst två tillfällen, detta enligt hans adjutant, Reinhard Spitzy. Dock närvarade varken Spitzy eller någon annan som överlevde kriget vid dessa visningar så Hitlers reaktion är inte känd, även om Spitzy har sagt att han tror diktatorn skulle förmått att uppskatta humorn i filmen. Charlie Chaplin själv sa: "Jag skulle ge vad som helst för att få veta vad han tyckte om den".

## Rollista
Personer i gettot
- Charlie Chaplin – Harü Tondadoz, en judisk barberare
- Paulette Goddard – Hannah, föräldralös judisk flicka som är barberarens granne
- Maurice Moscovich – Mr. Jaeckel, äldre judisk man som också är barberarens granne
- Emma Dunn – Mrs. Jaeckel
- Bernard Gorcey – Mr. Mann
- Paul Weigel – Mr. Agar
- Chester Conklin – kund hos barberaren

Personer i palatset
- Charlie Chaplin – Adenoid Hynkel, Tomanias diktator (parodi på Nazitysklands diktator Adolf Hitler)
- Jack Oakie – Benzino Napaloni, Bacterias diktator (parodi på fascistiska Italiens diktator Benito Mussolini)
- Reginald Gardiner – Commander Schultz, flygofficer och senare kaptensbefäl
- Henry Daniell – Garbitsch, propaganda- och inrikesminister i Tomania (parodi på Joseph Goebbels)
- Billy Gilbert – Herring, fältmarskalk i Tomania (parodi på Hermann Göring)
- Grace Hayle – Madame Napaloni, diktator Benzinos fru
- Carter De Haven – Spook, Bacterias ambassadör